# Синьопетниста горска гургулица
Синьопетниста горска гургулица (Turtur afer) е вид птица от семейство Гълъбови (Columbidae).

## Разпространение
Видът е разпространен в цяла Африка южно от Сахел, частично присъства в Източна Африка и отсъства в Южна Африка.